# Homa Oumigdal
Ce nom hébreu signifie « Muraille et Tour ».
Il s'agit du nom donné à une opération d'installation clandestine de villes juives en une nuit, dans les années 1930.

## Histoire
Cela se passe dans un contexte d'immigration juive sur les terres de la Palestine qui était sous mandat britannique.
Des émeutes arabes éclataient par refus de la colonisation grandissante des terres par les immigrants juifs, et la population arabe faisait preuve d'une hostilité grandissante. Le Royaume-Uni avait déjà émis deux livres blancs prévoyant de limiter l'immigration juive et s'opposait à la création de nouvelles colonies. (voir Histoire de la Palestine).
Les colons planifièrent alors l'installation de nouvelles villes de façon clandestine. Cela devait se faire par surprise et très rapidement, afin de mettre les Anglais et les Arabes devant le fait accompli et d'éviter que ces installations ne soient empêchées par les uns ou les autres. Celles-ci devaient de plus résister à des attaques arabes.
Entre 1936 et 1939, 51 colonies pré-planifiées furent construites, chacune en une seule nuit. L'élément central était une tour de garde, et des murailles entouraient ces nouvelles villes. Elles furent principalement installées dans la Haute Galilée et la vallée de Beith Shean, sur des terres qui avaient été achetées par le Keren Kayemet LeIsrael (Fonds national juif chargé de l'achat de terres et de l'installation de colons).
Le 3 mai 1939, la Grande-Bretagne émet le 3e livre blanc mettant fin à l'immigration juive légale et au soutien de la Grande-Bretagne au sionisme.

## Sources
- Histoire du sionisme, par l'Agence juive
- Histoire de la colonisation de la Palestine